# Брат под прикритие
„Брат под прикритие“ (на английски: Undercover Brother) е щатска сатирична шпионска екшън комедия от 2002 г. на режисьора Малкълм Д. Лий, по сценарий на Джон Ридли и Майкъл Маккълърс. Във филма участват Еди Грифин, Крис Катан, Денис Ричардс, Дейв Чапел, Аунджану Елис, Нийл Патрик Харис, Шай Макбрайд и Били Дий Уилямс.